# Pedal steel

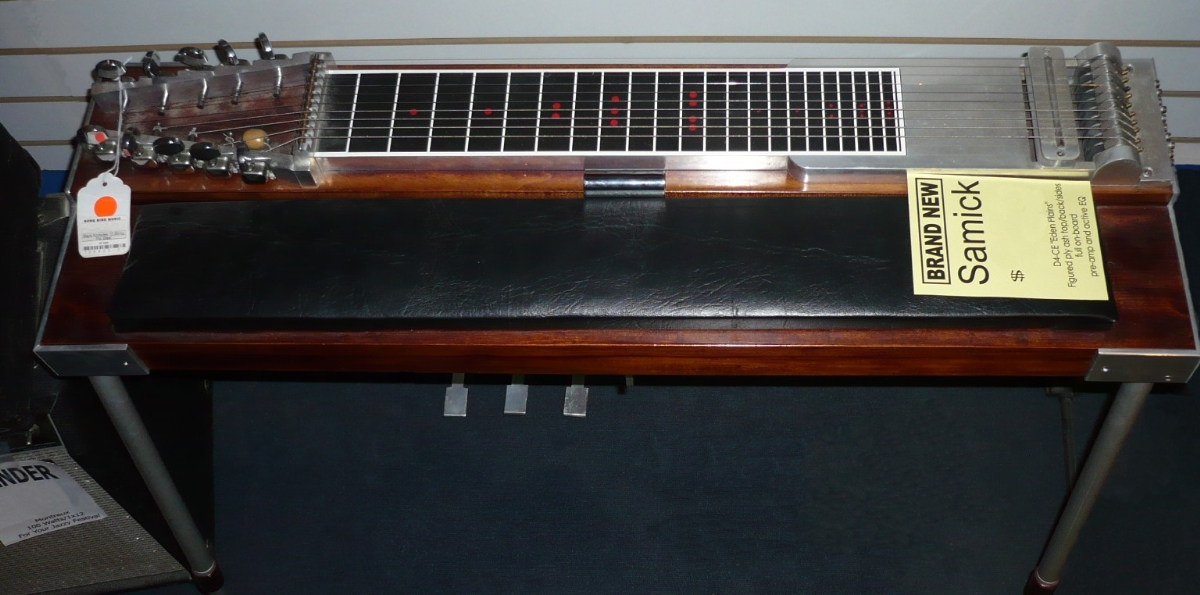
Um pedal steel com 10 cordas mostrando 3 pedais

Pedal steel (também conhecido como pedal steel guitar) é um tipo de guitarra elétrica que usa um bastão de metal sobre as cordas no lugar da pressão com os dedos. Os pedal steel modernos normalmente têm dez ou doze cordas e vêm em modelos com braços simples e duplos De forma diversa de outros instrumentos que usam bastão, como o dobro e o lap steel, este instrumento dispõe de pedais para os pés para alterar os sons de onde se deriva o seu nome.
Embora muitas pessoas supõem incorretamente que a palavra "steel" refere-se à barra de metal usada para tocar o instrumento, na verdade se refere ao fato de que as primeiras guitarras a serem tocadas dessa forma (na música havaiana) tinham o corpo do ressonador feito de aço. A barra de metal (chamada de "tone bar") atua como um traste móvel, encurtando o comprimento efetivo da corda ou cordas que estão sendo puxadas a medida que o tocador move para cima e para baixo a barra com uma mão. O instrumento é colocado na horizontal em uma bancada com as cordas voltadas para o instrumentista, que usa, em geral, uma dedeira de plástico no polegar e dedeiras de metal nos dedos indicador e médio.
Um dos grandes tocadores deste instrumento no Brasil é Rick Ferreira, que acompanhou Raul Seixas em várias gravações.